# Cat's in the Cradle
"Cat's in the Cradle" é uma canção de folk rock de 1974 criada por Harry Chapin para o album Verities & Balderdash. O single atingiu a Billboard Hot 100 em dezembro de 1974. Como maior sucesso de Chapin, a música se tornou o seu trabalho mais conhecido e uma referência para a música folk.

## Antecedentes
A canção foi baseada num poema escrito pela esposa de Harry, Sandy; o poema de Sandy foi inspirado no estranho relacionamento entre ela e o primeiro marido, James Cashmore, e seu pai, um político de Nova York. Ela também buscou inspiração em uma musica country que tinha escutado em uma rádio. Harry também disse que a música é sobre a relação com seu filho, Josh. Segundo Harry essa música o assustava muito.

## História da letra
A canção é retratada em primeira pessoa por um pai que esta ocupado demais para passar um tempo com seu filho. Conforme o filho em sua infância pede para o pai o acompanhar em suas atividades, o pai sempre responde com vagas promessas de passar mais tempo com ele no futuro. Mesmo desejando passar mais tempo com o pai, o filho continua a admirá-lo, dizendo "que vai ser igual a ele". Os dois versos finais há a troca de papeis, onde o pai pede para passar mais tempo com o filho já crescido, mas o filho sempre responde que agora esta muito ocupado para encontrar tempo para passar com o pai. Então o pai reflete que os dois são muito parecidos, dizendo "meu filho é simplesmente igual a mim". O refrão usas várias imagens correlacionadas com a infância norte-americana.

## Expressões norte-americanas do refrão
"Cat´s in the Cradle" ou "Cat Cradle" ou (na forma grosseiramente traduzida) "Cama de Gato", que pode significar ainda uma brincadeira com barbantes para duas pessoas.
"Silver Spoon" (Colher de Prata), cujo equivalente em português seria "nascido em berço de ouro".
"Little Boy Blue" (Pequeno Homem azul), uma canção de ninar popular nos Estados Unidos da América.
"Man in the Moon" (Homem da Lua), uma figura imaginária com feições humanas na superfície lunar. Interpretado como São jorge e o Dragão no Brasil.

## Cultura popular
Essa canção aparece na quarta seção do seriado How I Met Your Mother no episódio "Not a Father's Day" cantada pelo Neil Patrick Harris, aparece também no nono episódio da quinta temporada do seriado The Middle. Aparece ainda na primeira seção de 'Til Death cantada por Brad Garret, e também no episódio 19 da sexta temporada de The Office, cantada por Rainn Wilson e Ed Helms. A música pode ser ouvida inteira no seriado King of the Hell no episódio "What Happens at the National Propane Gas Convention in Memphis Stays at the National Propane Gas Convention in Memphis.". Aparece também na primeira seção de Family Guy, no episódio "The Son Also Draws". Um pequeno segmento é tocado na primeira seção de Happy Endings, no quinto episódio. E uma referência à música é expressa por Van em seu relacionamento com seu pai, no seriado Reba. Também é cantata  pelo personagem Bert no primeiro episódio da série How to be a gentleman, e mencionada em Modern Family no episódio "A Slight at the Opera" da quarta temporada. Aparece no primeiro episódio da sexta temporada de Dois Homens e Meio.
Johnny Cash fez um cover da música em seu albúm de 1990 Boom Chicka Bomm.
Um outro cover tocado pela banda de Hard Rock Ugly Kid Joe no seu albúm America's Least Wanted, que vendeu mais de 500 mil cópias na Australia.
A canção também aparece brevemente no seriado Scrubs na quarta temporada, episódio "My Unicorn", cantado por John Bennett Perry, aparece também duas vezes em The Simpsons, na terceira temporada no episódio "Saturdays of Thunder", e na sexta temporada no episódio "Bart's Girlfriend" e no filme Shrek 3, cantada pelo Burro para tentar fazer Shrek se sentir melhor depois que ele descobre que Fiona esta grávida. A música também foi usada pelo Governo Britânico pedindo às pessoas para reportar suspeitas de atividades terroristas, propaganda que foi ao ar somente no canal Ulster Television.
A música foi adicionada na playlist de músicas da Los Santos Rock Radio de Grand Theft Auto V.

## Posições na Billboard 1993
|                        | Posição |
| ---------------------- | ------- |
| U.S. Billboard Hot 100 | 1       |